# Antártida (ecozona)

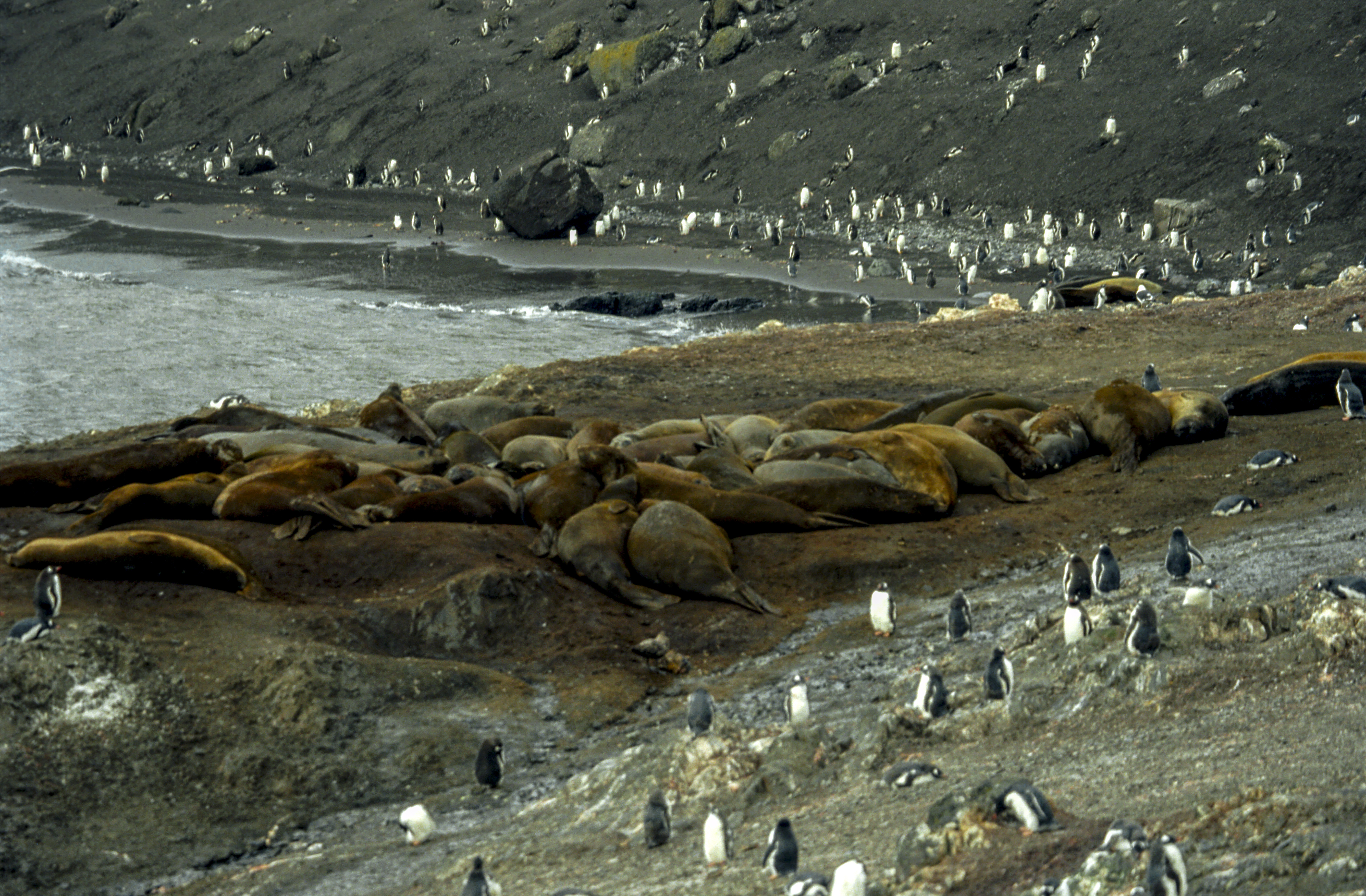
Antarctic Elephant seal colony

La región Antártica es una de ocho ecozonas terrestres. Incluye la Antártida y varios grupos de islas en los océanos Atlántico e Índico. El continente antártico es tan frío y seco que casi no ha habido plantas vasculares por millones de años. Su flora actual consiste aproximadamente de 250 líquenes y musgos, 25 a 30 Marchantiophyta y alrededor de 700 algas acuáticas y terrestres, que viven en zonas de rocas y suelos expuestos en las costas del continente. Hay dos plantas magnoliófitas, Deschampsia antarctica y Colobanthus quitensis en las áreas del norte y oeste de la Península Antártica. Los animales de la Antártida incluyen los pingüinos, focas y ballenas.
Varios grupos de islas antárticas son considerados parte de esta ecozona. Incluyen las Islas Georgia del Sur y las Islas Sándwich del Sur, las islas Orcadas del Sur, las de Shetland del Sur, la isla Bouvet, las islas Crozet, las islas Prince Edward, la isla Heard, las islas Kerguelen y las islas McDonald. Todas estas islas tienen un clima más moderado que la Antártida misma y mantienen una mayor diversidad de plantas de tundra, aunque son demasiado ventosas y frías para poder tener árboles.
Los crustáceos eufasiáceos o kril (Euphausiacea) son el alimento en la base de las cadenas alimentarias de los océanos del sur. Son importantes para las ballenas, focas, peces, pingüinos, y otras aves. El océano es rico en fitoplancton porque las aguas traen muchos micronutrientes desde las zonas fóticas.

## Historia
Hace millones de años la Antártida era más templada y húmeda y mantenía una flora que incluía bosques de Podocarpaceae y abedules. La Antártida era parte del continente Gondwana, que gradualmente se fragmentó a consecuencia de la deriva continental, que comenzara hace 110  millones de años. La separación entre América del Sur y Antártica ocurrió hace 30 a 34  millones de años y permitió la formación de la Corriente Circumpolar Antártica. Esta corriente aisló a la Antártida climáticamente y la hizo mucho más fría. A consecuencia la flora antártica se fue extinguiendo.
Algunos botánicos reconocen un reino florístico antártico que incluye la Antártida, Nueva Zelandia y partes de Sur América, todas las cuales tienen un importante componente florístico antártico.

## Ecorregiones
Se reconocen cuatro ecorregiones de tundra:
| Tundra antártica                                 | Tundra antártica                                                                                           |
| ------------------------------------------------ | --- |
| Tundra antártica de la Tierra de Marie Byrd      | Península Antártica                                                                                        |
| Desierto antártico de la Tierra de la Reina Maud | Antártida Oriental                                                                                         |
| Tundra del Mar del Scotia                        | Islas Georgias del Sur, Islas Sandwich del Sur, Islas Orcadas del Sur, Islas Shetland del Sur, Isla Bouvet |
| Tundra de las islas australes del Océano Índico  | Islas Crozet, Islas Príncipe Eduardo, Isla Heard, Islas Kerguelen, Islas McDonald                          |